# 羽生田城
羽生田城（はにゅうだじょう）は、栃木県下都賀郡壬生町にあった日本の城。

## 概要
文亀年間（1501年 - 1503年）に宇都宮氏家臣壬生綱重が、北隣の鹿沼氏を攻略し壬生城を守る支城として築城された。
宇都宮忠綱が鹿沼氏を滅ぼした際、壬生綱房は主導的役割を果たして鹿沼城を与えられた。以降、壬生氏は本拠を壬生城から鹿沼城へ遷し、羽生田城は中間拠点として機能した。
壬生義雄の代には宇都宮氏から離反し、北条氏に従う。この時、この城には藤倉勘斎が居城していたといわれる。
豊臣秀吉による小田原征伐で壬生氏は滅び、羽生田城も廃城となった。

### 遺構
現在、本丸跡には小学校がある。校舎周辺の神社や林の中には土塁、堀、曲輪、切通しが現存している。